# 甲陽園若江町

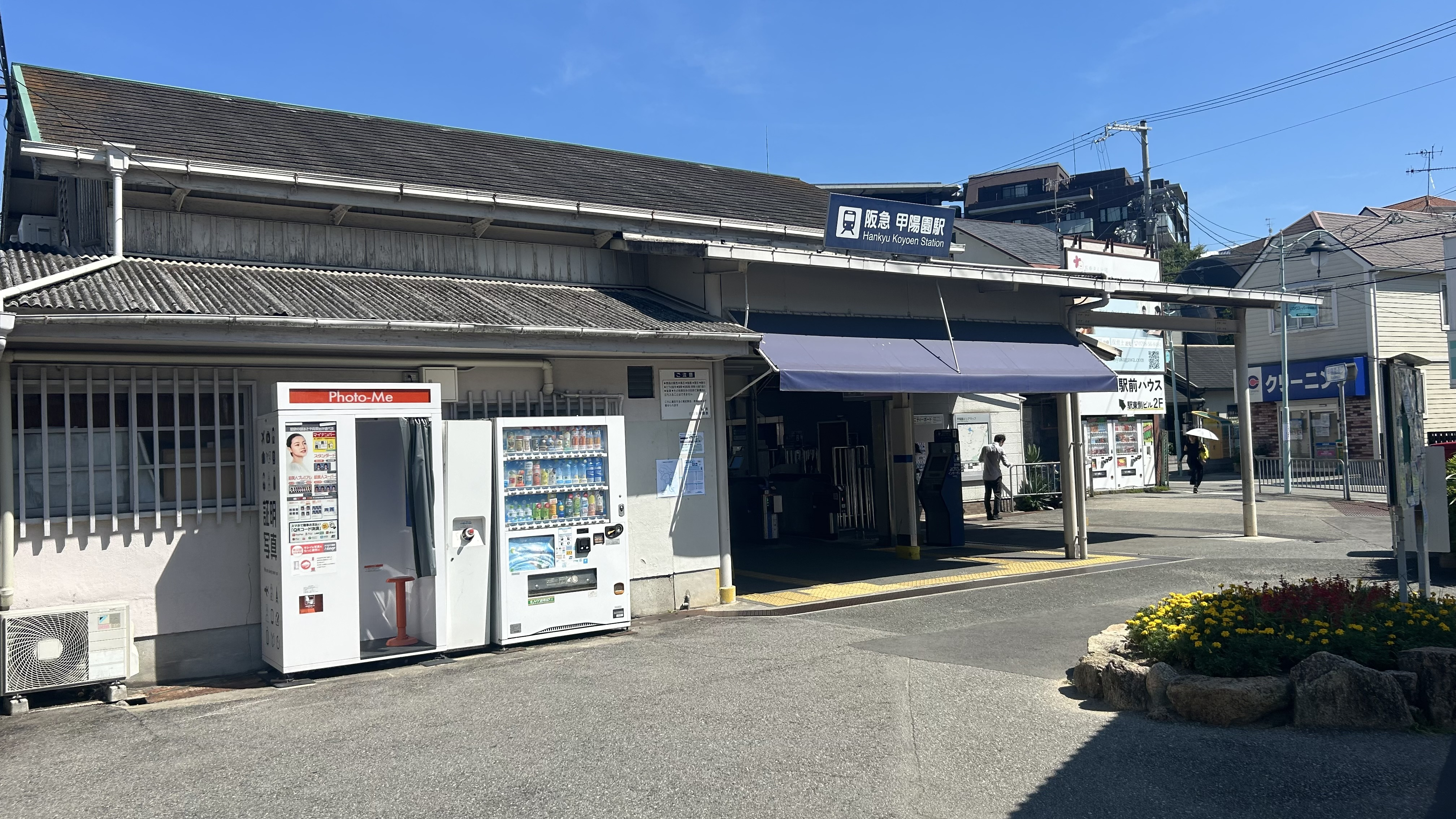
甲陽園駅

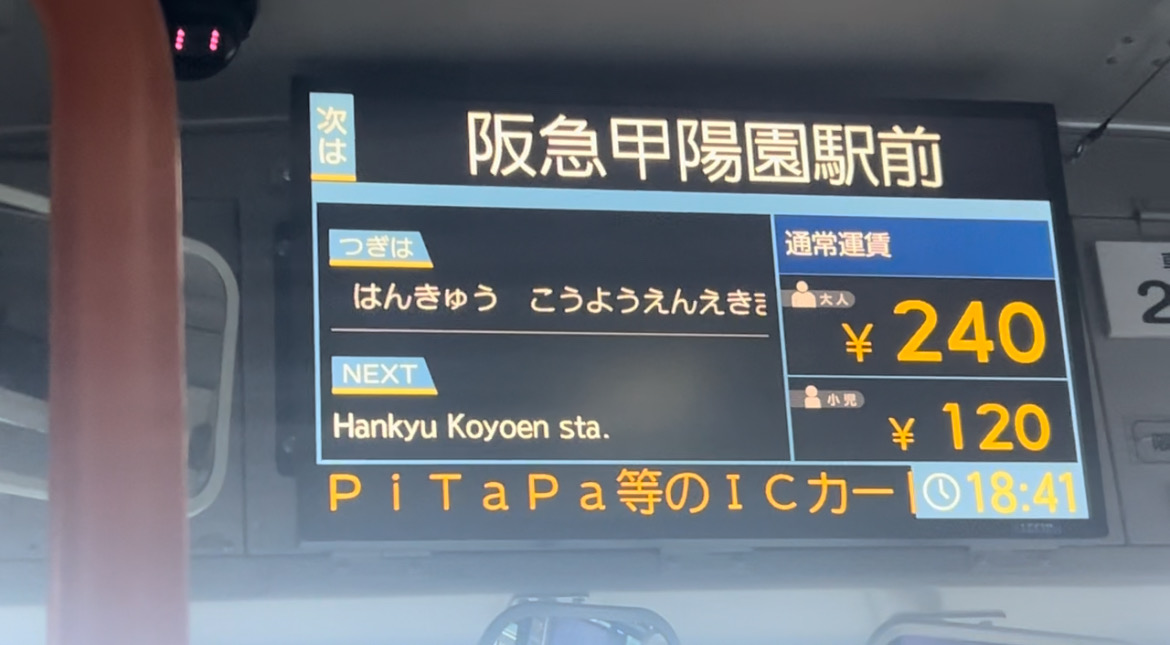
阪神バス阪急甲陽園駅前停留所案内

甲陽園若江町（こうようえんわかえちょう）は、兵庫県西宮市にある町丁。郵便番号は662-0016。座標: 北緯34度45分39.672秒 東経135度19分47.294秒 / 北緯34.76102000度 東経135.32980389度

## 地理
東は甲陽園本庄町、西は神園町、南は神園町、北は甲陽園西山町と隣接している。

## 交通

### 鉄道
- 阪急甲陽線
  - (石刎町)-甲陽園駅

### バス
| 路線名     | 業者     | 起点   | 町内の停留所                                            | 終点   |
| ---------- | -------- | ------ | ------------------------------------------------------- | ------ |
| 西宮山手線 | 阪神バス | (環状) | (甲陽園日之出町)-阪急甲陽園駅前-甲陽園若江町-(北名次町) | (環状) |

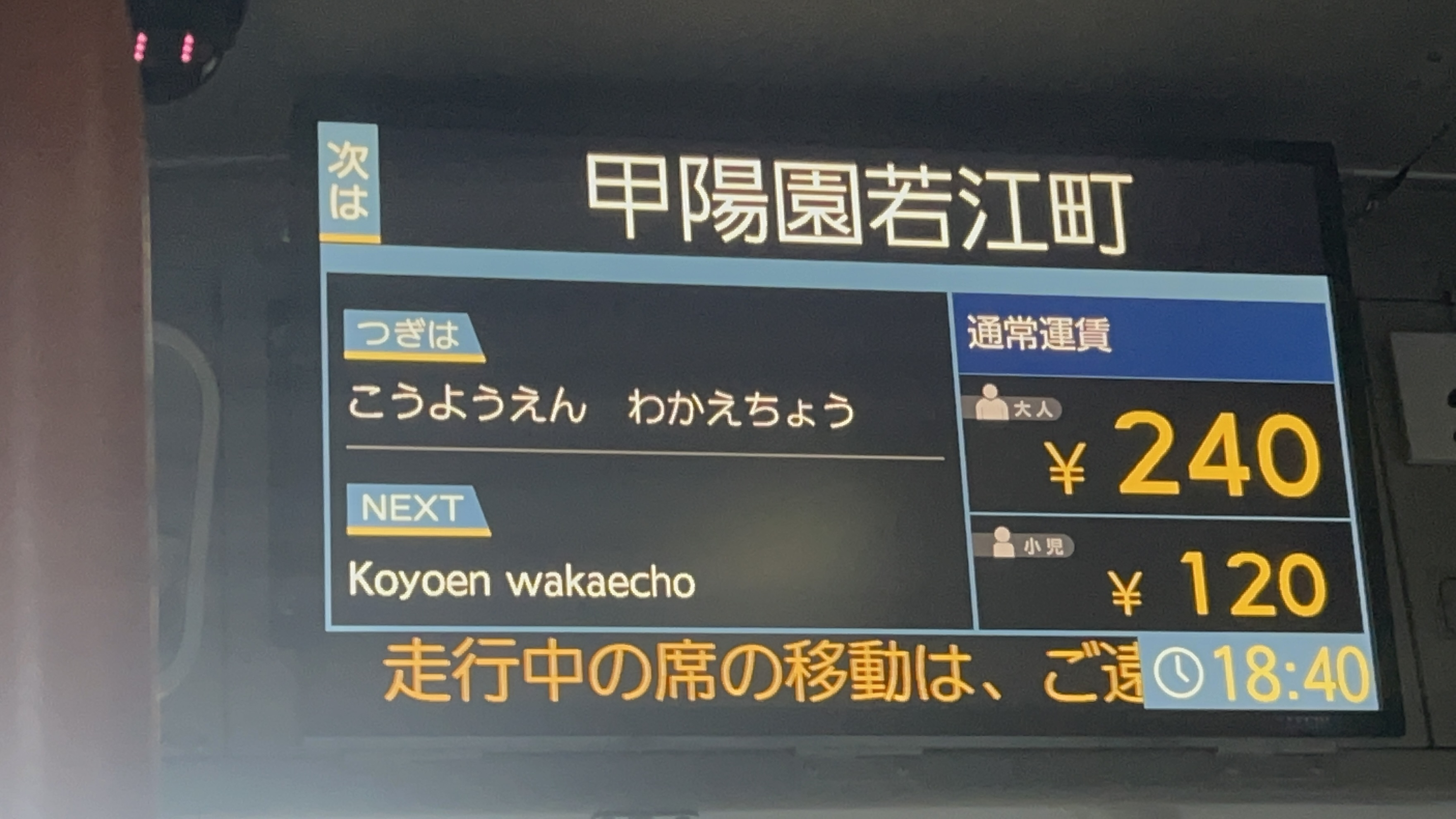
阪神バス甲陽園若江町停留所案内

## 校区
出典:
| 区域 | 小学校       | 中学校     |
| ---- | ------------ | ---------- |
| 全域 | 甲陽園小学校 | 大社中学校 |

## 施設
- 甲陽園駅
- 医療法人社団 しげしたデンタルクリニック